# Siphocampylus lucidus
Siphocampylus lucidus är en klockväxtart som beskrevs av Franz Elfried Wimmer. Siphocampylus lucidus ingår i släktet Siphocampylus och familjen klockväxter. IUCN kategoriserar arten globalt som starkt hotad.
Artens utbredningsområde är Ecuador. Inga underarter finns listade i Catalogue of Life.